# جيفري لويس (ممثل)
جيفري لويس (بالإنجليزية: Geoffrey Lewis) ، من مواليد 31 يوليو عام 1935م ، وهو ممثل سينمائي أمريكي.

## حياته
ولد ونشأ في مدينة سان ديغو بولاية كاليفورنيا، وبدأ حياته الفنية عام 1970، وقيل عام 1963.

## الأعمال
- العاصفة والأسد
- اني ويتش واي يو كان
- من العاشرة حتى منتصف الليل
- تانجو
- تأثير مزدوج
- الرجل الجديد
- منبوذو الشيطان